# Дом Е. Е. Эвениуса
Дом Е. Е. Эвениуса — памятник градостроительства и архитектуры в историческом центре Нижнего Новгорода. Построен в 1835—1836 годах по проекту губернского архитектора И. Е. Ефимова в стиле позднего классицизма.
Первоначально дом принадлежал доктору Егору Егоровичу Эвениусу, сыну Егора Христофоровича Эвениуса — основателя нижегородской династии провизоров. Позже был продан Дворянскому депутатскому собранию и использовался, как пансион при Александровском дворянском институте. С советского времени и в современный период здание занимает Нижегородское театральное училище.     
Дом является значимым элементом исторической застройки улицы Варварской — одной из главных улиц исторического центра Нижнего Новгорода. 

## История
Каменный двухэтажный жилой дом с подвалами на углу улиц Осыпной (сегодня — Пискунова) и Варварской был выстроен для доктора Е. Е. Эвениуса в 1835—1836 годах по проекту нижегородского губернского архитектора И. Е. Ефимова. Участок под постройку дома был куплен отцом Е. Е. Эвениуса — Георгом Христофоровичем Эвениусом. Род Эвениусов в Нижнем Новгороде хорошо известен историкам и экскурсоводам. В самом центре города по адресу Варварская, 4 в 1781 году открылась первая городская аптека. В ней, после экзамена и присяги, был утверждён аптекарем молодой фармацевт Георг Эвениус, получивший фармацевтическое образование в Германии и начинавший практику в городе Галле. В 1780 году «молодой гезель», как его называли в те времена, решил переехать в Россию. Успешно пройдя проверку знаний в Санкт-Петербургской Государственной медицинской коллегии, он получил привилегию на открытие вольной (партикулярной) аптеки в Нижнем Новгороде. На тот момент вольных аптек во всей России было только одиннадцать. В Нижнем Новгороде у Георга Эвениуса родились четверо детей. Один из них, Егор (Георг) Егорович Эвениус связал свою жизнь с медициной. Став доктором, он заведовал больницей при семинарии, с 1825 года заведовал лечением детей Воспитательного дома, а с 1828 по 1832 год совмещал медицинскую практику с руководством Нижегородской мужской губернской гимназией. 
В 1843 году Е. Е. Эвениус продал дом Дворянскому депутатскому собранию. С этого времени здание было приписано к комплексу Александровского дворянского института. Некоторое время в нём размещался пансион воспитанников института, позже располагались квартиры директора и педагогов. Здесь провёл свои детские годы А. Г. Лопатин — первый переводчик на русский язык «Капитала» К. Маркса.
В 1918 году здание было экспроприировано советскими властями и приспособлено под квартиры. С 1931 года здесь разместилось музыкальное училище, а с 1965 по настоящее время — Горьковское (Нижегородское) театральное училище им. Е. А. Евстигнеева. В 1964—1965 годах был проведён капитальный ремонт, в ходе которого кардинально перепланировали подвальные помещения и выстроили небольшой одноэтажный пристрой с северной стороны.
В начале 2000-х годов был проведён ремонт первого и второго этажей, заменены парадные двери. Оконные деревянные рамы заменены новыми пластиковыми, с сохранением исторического рисунка заполнений. В 2006 году на фасаде по Варварской улице была установлена мемориальная доска с барельефом народного артиста СССР Е. А. Евстигнеева. 
Несмотря на то, что комплексной реставрации здания никогда не проводилось, в настоящее время дом практически полностью сохранил исторической вид и остаётся ценном образцом архитектуры позднего классицизма в Нижнем Новгороде.